# Brentwood (Nuevo Hampshire)
Brentwood es un pueblo ubicado en el condado de Rockingham en el estado estadounidense de Nuevo Hampshire. En el Censo de 2010 tenía una población de 4.486 habitantes y una densidad poblacional de 102 personas por km².

## Geografía
Brentwood se encuentra ubicado en las coordenadas 42°59′1″N 71°3′14″O / 42.98361, -71.05389. Según la Oficina del Censo de los Estados Unidos, Brentwood tiene una superficie total de 43.98 km², de la cual 43.41 km² corresponden a tierra firme y (1.3%) 0.57 km² es agua.

## Demografía
Según el censo de 2010, había 4.486 personas residiendo en Brentwood. La densidad de población era de 102 hab./km². De los 4.486 habitantes, Brentwood estaba compuesto por el 96.3% blancos, el 0.67% eran afroamericanos, el 0.13% eran amerindios, el 1.03% eran asiáticos, el 0.09% eran isleños del Pacífico, el 0.47% eran de otras razas y el 1.32% pertenecían a dos o más razas. Del total de la población el 1.49% eran hispanos o latinos de cualquier raza.